# 武尊
武尊（たける、1991年7月29日 - ）は、日本のキックボクサー。鳥取県米子市出身。team VASILEUS所属。第4代K-1 WORLD GPスーパーフェザー級王者。初代K-1 WORLD GPフェザー級王者。初代K-1 WORLD GPスーパーバンタム級王者。 K-1史上初の3階級制覇王者。ISKA・KGP世界ライト級王者。現ONE世界フライ級キックボクシング2位。血液型はAB型。妻はタレントの川口葵
。

## 来歴
1991年、鳥取県米子市に生まれる。本名は世川 武尊（せがわ たける）。
小学2年生の頃、テレビで見たK-1に憧れ空手を始める。
子供が好きで保育士になるのを夢見ていたことから、ボクシング部があって保育士の資格も取れる高校に進学するが、素行が悪く三か月で退学になる。
キックボクシングに転向。K-1甲子園に出場するため、通信制の高校へ再入学をする。
2008年、アルバイトでお金を貯め、タイに単身旅行に行く。様々なアマチュア大会に出場して経験を積む。
2009年、念願のK-1甲子園出場を果たすも、関西地区予選の2回戦で敗退し、あまりの悔しさに涙を流しながら本部席にいた前田憲作に「僕こんな弱くないんで。もっと強くなりたいです」と訴えたところ、前田に「チームドラゴン」に来れば強くなれると入門を勧められる。
2010年、上京する資金を貯めるためにアルバイトを掛け持ちして、高校卒業後すぐに「チームドラゴン」に入門。
2011年9月24日、Krushデビュー。

### 新生K-1・Krush
2013年5月12日、Krush.28にてKrush -58kg初代王者決定トーナメント決勝で寺戸伸近と対戦し、3-0の判定勝ちで王座獲得。
2014年3月8日、Krush.39にてKrush -58kg王座の防衛戦で神戸翔太と対戦し3-0の判定勝ちで初防衛に成功。
2014年8月9日、Krush.44にてKrush -58kg王座の防衛戦で鈴木雄三と対戦し、3-0の判定勝ちで2度目の王座防衛に成功。
2014年11月3日、新生K-1の旗揚げ戦となったK-1 WORLD GP 2014 ～－65kg初代王座決定トーナメント～で、階級を-55kg級に落としてKrush -55kg王者・大雅と対戦。18歳で無敗の大雅の勢いに押され、序盤から劣勢な展開が続いたが、3Rにカウンターの右バックブローで逆転KO勝ちを収めた。
2015年2月6日、Krush.51にてKrush -58kg王座の防衛戦で大滝裕太と対戦し、3-0の判定勝ちで3度目の王座防衛に成功。

#### K-1 WORLD GP王座獲得
2015年4月19日、K-1 WORLD GP 2015 IN JAPAN～－55kg初代王座決定トーナメント～に出場し、一回戦でアレクサンダー・プリリップに2R KO勝ち。続く準決勝で瀧谷渉太に1RKO勝ちを収めると、決勝で大雅と再戦して3-0の判定勝ち。トーナメント優勝を飾り、初代K-1 WORLD GP -55kg王座を獲得した。
2015年8月5日、K-1 WORLD GP -55kg王座の防衛に専念するため、Krush -58kg王座を返上。
2015年11月21日、K-1 WORLD GP 2015 IN JAPAN～THE CHAMPIONSHIP～にてK-1 WORLD GP -55kg王座の防衛戦を行い、チャールズ・ボンボンジョバニと対戦。1Rにダウンを奪われたが、2Rにダウンを奪い返して逆転KO勝ちで初防衛に成功。試合後、マイクで「僕、大晦日めっちゃ暇なのでよろしくお願いします」と大晦日のRIZIN参戦をアピールした。

#### RIZIN
2015年12月31日、RIZIN FIGHTING WORLD GRAND-PRIX 2015 IZAの舞にて57kg契約・K-1ルールでヤン・ミン（中国）と対戦し、2RKO勝ち。当初はこの大会で那須川天心との対戦が交渉されていたが実現しなかった。また、この大会はフジテレビ地上波で大晦日のゴールデンタイムに放送され、RIZINの注目度と地上波放送の効果が合わさったことで、この日を境に武尊の人気と知名度が格段に向上することとなった。
2016年6月24日、K-1 WORLD GP 2016 IN JAPAN～-65kg世界最強決定トーナメント～にて57kg契約で小澤海斗と対戦し、優勢に試合を進めて3-0で判定勝利。のちのインタビューで、試合の1週間前に突き指など複数の負傷をして試合当日に痛み止めの注射を打って試合に臨んだことを明かしている。
2016年8月28日、K-1 WORLD GPスーパーバンタム級（-55kg）王座を返上し、階級を上げフェザー級（-57.5kg）に転向。
2016年10月1日、チームドラゴンへの不信感からチームドラゴンを離脱。新チーム「KREST」に移籍した。

#### K-1 WORLD GP王座2階級制覇
2016年11月3日、K-1 WORLD GP 2016 JAPAN～初代フェザー級王座決定トーナメント～で行われた、K-1 WORLD GPフェザー級（-57.5kg）初代王者決定トーナメントに出場。一回戦でイギリスのジェイミー・ウィーランからダウンを奪い3-0の判定勝利。準決勝では中国のユン・チーと対戦し、2度のダウンを奪いKO勝ち。決勝で小澤海斗に判定勝ちを収め、2階級制覇となった。試合後マイクでは、「日本の大晦日は俺が出ないと盛り上がらない。年末のRIZINで、もう1試合やりたいと思います！」と2年連続のRIZIN大晦日大会への参戦アピールをしたが、RIZINが武尊と共に大晦日大会に那須川天心を参戦させることを新生K-1運営に伝えると、新生K-1がRIZINとの協力関係を解消してRIZINから撤退したため、武尊の希望であった2年連続のRIZIN出場は叶わなかった。
2017年4月22日、K-1 WORLD GP 2017 JAPAN ～第2代スーパー・バンタム級王座決定トーナメント～で、ビクトー・サラビアと対戦。3Rにサラビアの右バックスピンキックがローブローとなり、深いダメージを負った。その後、金的のダメージが残る中で再開となったが、前に出て左フックで3R KO勝ちを収めた。
2017年9月18日、K-1 WORLD GP 2017 JAPAN ～初代ウェルター級王座決定トーナメント～で行われた、フェザー級タイトルマッチにて、ワンワン・ジュングァンと対戦し、判定勝ちで王座の初防衛に成功した。

#### K-1 WORLD GP王座3階級制覇
2018年3月21日、K-1 WORLD GP 2018 JAPAN ～K'FESTA.1～にて、K-1 WORLD GP 第4代スーパー・フェザー級（-60kg）王座決定トーナメントに出場。一回戦でスタウロス・エグザコスティディスに判定勝ち。準決勝で郷州征宜にKO勝ち。決勝で小宮山工介にKO勝利を収め、新生K-1史上初の3階級制覇となった。
2018年12月8日、K-1 WORLD GP 2018 JAPAN ～K-1ライト級世界最強決定トーナメント～のK-1 WORLD GPスーパー・フェザー級タイトルマッチで挑戦者の皇治と対戦し、2度のダウンを奪って判定勝ちを収め、王座の初防衛に成功した。試合後には名前は出さなかったが、「団体の壁など色々な事情もあり時期は分からないが、必ず実現させたいと思っている」と、RISE世界フェザー級王者の那須川天心との対戦について述べた。
2019年3月10日、K-1 WORLD GP 2019 JAPAN ～K'FESTA.2～にて、ラジャダムナン・スタジアム・フェザー級（当日計量で-57kg）王者のヨーキッサダー・ユッタチョンブリーと対戦し、2RKO勝ち。この試合で拳を負傷し、全治6ヶ月と診断された。
2019年4月、『格闘代理戦争』シーズン4に監督して参加。準決勝で「TEAM武尊」と「皇治軍団」が対戦し、試合後に武尊が皇治のマイクを止めようとしたことで、その際に皇治が至近距離から投げたマイクが顔に当たり武尊が激昂。皇治に掴みかかり、乱闘騒ぎに発展した。K-1運営は5月21日に両者の謝罪記者会見を設け、武尊は「軽率な行為でした。たくさんの方々にお詫び申し上げます。」と謝罪。また、武尊は、皇治から舞台裏で謝罪を受けたが、「1発殴らないと気が収まらない」と伝え、皇治の了承を得て皇治の顔面を1発殴ったことを明かした。最後に武尊は「今後は自分の行動で返していきます」と述べた。
2019年11月24日、K-1 WORLD GP 2019 JAPAN ～よこはまつり～にて村越優汰と対戦し、判定勝ち。僅差となったことで判定が物議を醸す試合となったが、8ヶ月ぶりの復帰戦を勝利で飾った。
2020年3月22日、K-1 WORLD GP 2020 JAPAN ～K’FESTA.3～にてペッダム・ペットギャットペットと対戦し、2RKO勝ち。当初はISKA王者アダム・ブアフフとのダブルタイトルマッチが予定されていたが、新型コロナウイルスの影響でブアフフが直前で来日不可能となり、試合の3日前に対戦相手がペットギャットペットに変更された。その後インタビューで試合の一週間前から突発性難聴を患っていた事を明かした。
2021年3月28日、日本武道館で開催されたK-1 WORLD GP 2021 JAPAN ～K’FESTA.4 DAY2～のメインイベントで、アマチュア時代に1勝1敗に終わったレオナ・ペタスとK-1 WORLD GP スーパーフェザー級タイトルマッチを行い、激しい打ち合いの末、2Rに2度のダウンを奪いKO勝ち。2度目のタイトル防衛を果たし、観戦に訪れた那須川に対戦をアピールした。

#### 那須川天心との対戦
2020年12月31日、大晦日に行われたRIZIN.26で5年ぶりにRIZINに姿を現し、那須川天心の試合をリングサイドで生観戦。この日の那須川の試合後に那須川と言葉を交わした。このRIZINでの様子はフジテレビの地上波中継でも放送された。観戦後の公式会見において、武尊自身は今回のRIZIN観戦は那須川戦に向けた意思表示だと発言した。
2021年12月24日、東京ドームホテルで記者会見が行われ、2022年6月に那須川天心と対戦することが発表された。
2022年6月19日、THE MATCH 2022のメインイベントで那須川天心と対戦。1回終了間際にカウンターの左フックでダウンを奪われ、5-0（29-28、30-28×3、30-27）の判定負けを喫した。試合後には互いに涙を流して健闘を讃えあった。
2022年6月27日、都内で記者会見を行い、K-1のベルトを返上することと、格闘家として休養することを発表した。すべり症などの負傷があること、パニック障害とうつ病の精神障害があることなどを理由として挙げた。

#### K-1契約解除後
2022年11月1日、K-1との期限満了に伴う契約解除を発表。所属ジムのKRESTとの契約解除も発表した。
2023年3月29日、記者会見でAbemaTVとの専属試合放送契約および、同年6月24日にMTGPで行うISKA世界-61Kgタイトルマッチで復帰戦を行うことが発表された。5月9日には、ONE Championshipとの複数試合契約を結んだことを発表。
2023年6月24日、MTGP（Muay Thai Grand Prix）に出場し、ISKA K-1ルール 世界スーパーライト級王者ベイリー・サグデンとWタイトル戦（ISKA K-1ルール 世界ライト級王座決定戦およびMTGPキックライト級王座決定戦）を行い、5RにKO勝ちを収め王座を獲得した。
2024年1月28日、ONE 165でONEキックボクシング世界フライ級王者スーパー・レック・キアトモー9とタイトルマッチを行い、0-3の判定負けを喫した。敗れた武尊はリング上で号泣しながら「絶対勝って世界一を証明したかったんですけど、今できる限界までやってきました。もうこれ以上の体を作れません」と引退を示唆する発言をした。また試合後もスーパーレックのローキックのダメージで病院直行となり会見を欠席した。29日、腿の筋断裂で歩くことのできない状態であることを明かした。この試合は当初、ロッタン・ジットムアンノンとのノンタイトル戦だったが、ロッタンが負傷欠場したことで、試合の約3週間前にスーパーレックが急遽代打出場を決めて武尊と戦った試合だった。
2024年9月28日、ONE Friday Fights 81でタン・ジンと対戦し、1Rに左フックを受けてダウンを奪われるも、2Rに左フックでKO勝ち。ONE初勝利を果たした。この試合は当初ブラックパンサーとの対戦だったが、ブラックパンサーが負傷欠場したことで、試合の約3週間前に19歳のタン・ジンが急遽代打出場を決めて武尊と戦った試合だった。
2025年3月23日、 ONE 172: Takeru vs. Rodtangでロッタン・ジットムアンノンと対戦し、ロッタンの左フックでダウンを奪われ、1RKO負け。試合後、試合の2週間前にスパーリングをした際、肋骨と胸骨を骨折し全治7週間であった事が明らかとなった。

## 私生活
2025年7月29日、タレントの川口葵との結婚を発表した
。

## 人物・エピソード
- 武尊という名前は歴史好きの父により、ヤマトタケルノミコトに因んでつけられた[6]。
- 鳥取県米子市首都圏観光大使およびとっとりふるさと大使を務める。
- 入場曲は3OH!3のTouchin On Myである。
- ONE OK ROCKのTakaやUVERworldのTAKUYA∞とは特に仲が良い。俳優の綾野剛とも親交があり、しばしば綾野が試合を見に来る事がある[51]。
- しばしばアメリカに渡り、ドゥエイン・ラドウィックのエレベーション・ファイトチームでトレーニングを積んでいる。同ジムでは元UFC世界バンタム級王者TJ・ディラショーとも練習した事があり、ディラショーからは「練習に向かう気迫っていうのかな？ それと普通に彼のファンとして、いつも正面から向かっていって、止まらないファイティングスタイルのファン」と評されている[52]。
- KO勝ちするとコーナーポストから宙返りをして転ぶのが恒例である[53]。骨折したこともある。
- 中学生の頃は本格的にバンドをやっており、格闘家になってからもギターを弾いている[54]。
- 幼少期からのプロレスファン。小学生の頃、長州力率いるWJプロレスを観戦したのが初だったといい、初めて貰ったサインは大仁田厚の物だという。武藤敬司とも親交がある[55]。
  - 2023年5月24日、「7代目タイガーマスクプロジェクト」記者発表会が開催され、武尊の7代目タイガーマスク就任を発表[56][57]。これはプロレスラーへの転身ではなく、初代タイガーマスクである佐山聡が従前より行ってきた社会貢献活動を継承する意味合いとなる[58]。
- THE  MATCH 2022が行われる前に、自身専用のジムを開設。本人曰く団体関係なく交流できる場所として様々な選手と交流している[59]。

## 戦績
| キックボクシング 戦績 | キックボクシング 戦績 | キックボクシング 戦績 | キックボクシング 戦績 | キックボクシング 戦績 | キックボクシング 戦績 | キックボクシング 戦績 |
| --------------------- | --------------------- | --------------------- | --------------------- | --------------------- | --------------------- | --------------------- |
| 49 試合               | (T)KO                 | 判定                  | その他                | 引き分け              | 無効試合              |                       |
| 44 勝                 | 26                    | 18                    | 0                     | 0                     | 0                     |                       |
| 5 敗                  | 2                     | 3                     | 0                     | 0                     | 0                     |                       |

| 勝敗                                                               | 対戦相手                           | 試合結果                            | 大会名 | 開催年月日     |
|                                                                    | デニス・ピューリック               | 試合前                              | ONE 173: Superbon vs. Noiri                                                                                             | 2025年11月16日 |
| ×                                                                  | ロッタン・ジットムアンノン         | 1R 1:20 KO（左フック）              | ONE 172: Takeru vs. Rodtang                                                                                             | 2025年3月23日  |
| ○                                                                  | タン・ジン                         | 2R 2:47 KO（左フック）              | ONE Friday Fights 81 | 2024年9月27日  |
| ×                                                                  | スーパーレック・キアトモー9        | 5R終了 判定0-3                      | ONE 165: Superlek vs. Takeru 【ONEキックボクシング世界フライ級タイトルマッチ】                                          | 2024年1月28日  |
| ○                                                                  | ベイリー・サグデン                 | 5R 2:59 KO（左ハイキック）          | MTGP Impact in Paris 【ISKA K-1ルール 世界ライト級王座決定戦＆MTGP王者決定戦】                                          | 2023年6月24日  |
| ×                                                                  | 那須川天心                         | 3R終了 判定0-5                      | THE MATCH 2022 | 2022年6月19日  |
| ○                                                                  | レオナ・ペタス                     | 2R 1:10 KO（右ストレート）          | K-1 WORLD GP 2021 JAPAN ～K’FESTA.4 DAY2～ 【K-1 WORLD GPスーパー・フェザー級タイトルマッチ】                           | 2021年3月28日  |
| ○                                                                  | ペッダム・ペットギャットペット     | 2R 0:49 KO（パンチ連打）            | K-1 WORLD GP 2020 JAPAN ～K’FESTA.3～                                                                                   | 2020年3月22日  |
| ○                                                                  | 村越優汰                           | 3R終了 判定2-0                      | K-1 WORLD GP 2019 JAPAN ～よこはまつり～                                                                                | 2019年11月24日 |
| ○                                                                  | ヨーキッサダー・ユッタチョンブリー | 2R 2:43 KO（右フック）              | K-1 WORLD GP 2019 JAPAN ～K'FESTA.2～                                                                                   | 2019年3月10日  |
| ○                                                                  | 皇治                               | 3R終了 判定3-0                      | K-1 WORLD GP 2018 JAPAN ～K-1ライト級世界最強決定トーナメント～ 【K-1 WORLD GPスーパー・フェザー級タイトルマッチ】      | 2018年12月8日  |
| ○                                                                  | ダニエル・ピュータス               | 1R 2:09 KO（パンチ連打）            | K-1 WORLD GP 2018 JAPAN ～初代クルーザー級王座決定トーナメント～                                                        | 2018年9月24日  |
| ○                                                                  | 小宮山工介                         | 3R 2:02 KO（3ダウン：右ストレート） | K-1 WORLD GP 2018 JAPAN ～K'FESTA.1～ 【K-1 WORLD GP 第4代スーパー・フェザー級王座決定トーナメント決勝戦】              | 2018年3月21日  |
| ○                                                                  | 郷州征宜                           | 1R 2:24 KO（右フック）              | K-1 WORLD GP 2018 JAPAN ～K'FESTA.1～ 【K-1 WORLD GP 第4代スーパー・フェザー級王座決定トーナメント準決勝】              | 2018年3月21日  |
| ○                                                                  | スタウロス・エグザコスティディス   | 3R終了 判定3-0                      | K-1 WORLD GP 2018 JAPAN ～K'FESTA.1～ 【K-1 WORLD GP 第4代スーパー・フェザー級王座決定トーナメント1回戦】               | 2018年3月21日  |
| ○                                                                  | ワン・ジュングァン                 | 3R終了 判定3-0                      | K-1 WORLD GP 2017 JAPAN ～初代ウェルター級王座決定トーナメント～ 【K-1 WORLD GPフェザー級タイトルマッチ】               | 2017年9月18日  |
| ○                                                                  | ブバイサ・パスハエフ               | 3R 1:17 KO（左ボディ)               | K-1 WORLD GP 2017 JAPAN ～第2代スーパー・ウェルター級王座決定トーナメント～                                             | 2017年6月18日  |
| ○                                                                  | ビクトー・サラビア                 | 3R 2:23 KO（左フック）              | K-1 WORLD GP 2017 JAPAN ～第2代スーパー・バンタム級王座決定トーナメント～                                               | 2017年4月22日  |
| ○                                                                  | 小澤海斗                           | 3R終了 判定3-0                      | K-1 WORLD GP 2016 JAPAN～初代フェザー級王座決定トーナメント～ 【K-1 WORLD GP 初代フェザー級王座決定トーナメント決勝戦】 | 2016年11月3日  |
| ○                                                                  | ユン・チー                         | 2R 2:31 TKO（右フック）             | K-1 WORLD GP 2016 JAPAN～初代フェザー級王座決定トーナメント～ 【K-1 WORLD GP 初代フェザー級王座決定トーナメント準決勝】 | 2016年11月3日  |
| ○                                                                  | ジェイミー・ウィーラン             | 3R終了 判定3-0                      | K-1 WORLD GP 2016 JAPAN～初代フェザー級王座決定トーナメント～ 【K-1 WORLD GP 初代フェザー級王座決定トーナメント1回戦】  | 2016年11月3日  |
| ○                                                                  | 小澤海斗                           | 3R終了 判定3-0                      | K-1 WORLD GP 2016 IN JAPAN～-65kg世界最強決定トーナメント～                                                             | 2016年6月24日  |
| ○                                                                  | ヨーセンチャイ・ソー・ソーピット   | 3R 0:48 KO                          | K-1 WORLD GP 2016 ～-60kg日本代表決定トーナメント～                                                                     | 2016年4月24日  |
| ○                                                                  | ヤン・ミン                         | 2R 3:00 KO（右ストレート）          | RIZIN FIGHTING WORLD GRAND-PRIX 2015 さいたま3DAYS                                                                      | 2015年12月31日 |
| ○                                                                  | チャールズ・ボンジョバーニ         | 2R 2:16 KO（左フック）              | K-1 WORLD GP 2015 IN JAPAN ～THE CHAMPIONSHIP～ 【K-1 WORLD GP -55kgタイトルマッチ】                                    | 2015年11月21日 |
| ○                                                                  | ハキム・ハメッシュ                 | 3R終了 判定3-0                      | K-1 WORLD GP IN JAPAN ～-70kg初代王座決定トーナメント                                                                   | 2015年7月4日   |
| ○                                                                  | 大雅                               | 3R終了 判定3-0                      | K-1 WORLD GP 2015 IN JAPAN ～-55kg初代王座決定トーナメント～ 【K-1 WORLD GP -55kg初代王座決定トーナメント決勝戦】       | 2015年4月19日  |
| ○                                                                  | 瀧谷渉太                           | 1R 1:31 KO（パンチ連打）            | K-1 WORLD GP 2015 IN JAPAN ～-55kg初代王座決定トーナメント～ 【K-1 WORLD GP -55kg初代王座決定トーナメント準決勝】       | 2015年4月19日  |
| ○                                                                  | アレクサンダー・プリリップ         | 2R 1:48 KO（パンチ連打）            | K-1 WORLD GP 2015 IN JAPAN ～-55kg初代王座決定トーナメント～ 【K-1 WORLD GP -55kg初代王座決定トーナメント1回戦】        | 2015年4月19日  |
| ○                                                                  | 大滝裕太                           | 3R終了 判定3-0                      | Krush.51 【Krush -58kgタイトルマッチ】                                                                                  | 2015年2月6日   |
| ○                                                                  | 大雅                               | 3R 0:13 KO（右バックブロー）        | K-1 WORLD GP 2014 ～-65kg初代王座決定トーナメント～                                                                     | 2014年11月3日  |
| ○                                                                  | 鈴木雄三                           | 3R終了 判定3-0                      | Krush.44 【Krush -58kgタイトルマッチ】                                                                                  | 2014年8月9日   |
| ○                                                                  | 神戸翔太                           | 3R終了 判定3-0                      | Krush.39 【Krush -58kg級タイトルマッチ】                                                                                | 2014年3月8日   |
| ○                                                                  | 後藤勝也                           | 1R 2:33 KO（右ストレート）          | Krush.35 | 2013年12月14日 |
| ○                                                                  | イ・ソルビン                       | 2R 2:11 KO（左ボディブロー）        | Krush.30 | 2013年8月11日  |
| ○                                                                  | 寺戸伸近                           | 3R終了 判定3-0                      | Krush.28 【Krush -58kg級初代王座決定戦】                                                                                | 2013年5月12日  |
| ○                                                                  | 鈴木雄三                           | 3R終了 判定3-0                      | Krush.27 【Krush -58kg級初代王座決定トーナメント準決勝】                                                                | 2013年3月20日  |
| ○                                                                  | 八神剣太                           | 1R 2:21 KO（右ストレート）          | Krush.26 【Krush -58kg級初代王座決定トーナメント1回戦】                                                                 | 2013年1月26日  |
| ○                                                                  | 榊克樹                             | 1R 1:43 KO（右ストレート）          | Krush.25 | 2012年12月14日 |
| ○                                                                  | 鈴木優也                           | 2R 2:58 KO（右フック）              | Krush-EX 2012 vol.5 | 2012年10月21日 |
| ○                                                                  | 結城将人                           | 3R終了 判定3-0                      | Krush YOUTH GP 2012 開幕戦I                                                                                             | 2012年9月9日   |
| ×                                                                  | 京谷祐希                           | 1R 3:00 TKO（ドクターストップ）     | Krush.19 | 2012年6月8日   |
| ○                                                                  | 嶋田将典                           | 1R 2:03 KO（左ボディ）              | Krush.18 | 2012年5月3日   |
| ○                                                                  | 田中一輝                           | 2R 2:54 KO（パンチ連打）            | Krush.17 | 2012年3月17日  |
| ○                                                                  | 稼頭徳                             | 1R 2:58 KO（右ストレート）          | Krush.15 | 2012年1月9日   |
| ○                                                                  | 増田勝海                           | 3R終了 判定3-0                      | Krush-EX 2011 Final | 2011年12月10日 |
| ○                                                                  | 鎌田裕史                           | 2R 2:17 KO（3ノックダウン)          | Krush.12 | 2011年9月24日  |
| ○                                                                  | 不明（タイ人選手）                 | 3R終了 判定                         | Sityodtong International Stadium                                                                                        | 2010年2月14日  |
| ○                                                                  | ボン太                             | 3R終了 判定3-0                      | KAKUMEI NAGOYA 3 ～ 届け！愛と勇気とローキック ～                                                                       | 2009年8月30日  |
| style="font-size:85%; text-align:center; background-color:#ffffff" | style="white-space:nowrap"         | style="white-space:nowrap"          | |                |

### エキシビション
| 勝敗 | 対戦相手                 | 試合結果           | 大会名                                                                                            | 開催年月日     |
| △    | 大雅                     | 2分2R終了 判定なし | GAINA魂                                                                                           | 2023年9月10日  |
| △    | 晃貴                     | 2分2R終了 判定なし | GAINA魂                                                                                           | 2022年11月6日  |
| △    | 軍司泰斗                 | 2分2R終了 判定なし | K-1 WORLD GP 2022 JAPAN ～第3代スーパー・バンタム級王座決定トーナメント～                         | 2022年2月27日  |
| △    | 才賀紀左衛門             | 2分2R終了 判定なし | K-1 WORLD GP 2020 JAPAN～K-1秋の大阪決戦～                                                        | 2020年9月22日  |
| △    | 江川優生                 | 3分1R終了 判定なし | K-1 WORLD GP 2019 JAPAN～初代女子フライ級王座決定トーナメント＆スーパー・ライト級タイトルマッチ～ | 2019年12月28日 |
| △    | 武居由樹                 | 2分2R終了 判定なし | Krush.79 ～in NAGOYA～                                                                            | 2017年8月20日  |
| △    | ゲーオ・ウィラサクレック | 2分2R終了 判定なし | Krush.68 ～in NAGOYA～                                                                            | 2016年8月20日  |
| △    | 卜部功也                 | 2分2R終了 判定なし | K-1 WORLD GP 2015 ～SURVIVAL WARS～                                                               | 2015年9月22日  |

## 獲得タイトル
アマチュアキックボクシング
- 全中国アマチュアキックボクシングトーナメント2007 バンタム級 優勝[2]
- 西日本プロアマキックボクシングトーナメント2009 ライト級 優勝
- 第114回、第115回、 第116回、第160回新空手道交流大会K-2トーナメント 軽量級(-60kg) 優勝

プロキックボクシング
- 初代Krushフェザー級王座[62]（防衛3度）（2013年）
- 初代K-1 WORLD GPスーパー・バンタム級王座（防衛1度）（2015年）
- 初代K-1 WORLD GPフェザー級王座（防衛1度）（2016年）
- 第4代K-1 WORLD GPスーパーフェザー級王座（防衛2度）（2018年）
- ISKA K-1ルール世界ライト級王座（2023年）
- KGP世界ライト級王座（2023年）

## 表彰
- 第22回全日本新空手道大会K-2グランプリ BUDO-RA賞（2011年）
- 丸京製菓 どらやき大使（2014年）
- K-1 AWARDS 2017 最高試合賞（2017年4月22日 ビクトー・サラビア戦）
- K-1 AWARDS 2018 最優秀選手賞
- K-1 AWARDS 2019 最高試合賞（2019年3月10日 ヨーキッサダー・ユッタチョンブリー戦）
- K-1 AWARDS 2020 ベストKO賞（2020年3月22日 ペッダム・ペットギャットペット戦）
- K-1 AWARDS 2021 最高試合賞（2021年3月28日 レオナ・ペタス戦）

## 入場曲
- Touchin on My（3OH!3)

## SASUKEでの戦歴

### 大会別成績
| 開催年 | 大会       | ゼッケン | 記録  | 記録               | 記録                                    | 備考 | 年齢 |
| 開催年 | 大会       | ゼッケン | STAGE | 脱落エリア         | 備考                                    | 備考 | 年齢 |
| ------ | ---------- | -------- | ----- | ------------------ | --------------------------------------- | ---- | ---- |
| 2014年 | 第30回大会 | 2988     | 1st   | ヘッジホッグ       | 事前特番で放送                          |      | 22   |
| 2015年 | 第31回大会 | 83       | 1st   | そり立つ壁         | タイムアップ、事前特番で放送            |      | 23   |
| 2016年 | 第32回大会 | 81       | 1st   | ターザンロープ     | ロープを掴みそこねて着水                |      | 24   |
| 2017年 | 第33回大会 | 81       | 2nd   | サーモンラダー     | 上りでリタイア                          |      | 24   |
| 2017年 | 第34回大会 | 81       | 2nd   | バックストリーム   | タイムアップ                            |      | 25   |
| 2018年 | 第35回大会 | 90       | 1st   | フィッシュボーン   |                                         |      | 25   |
| 2021年 | 第39回大会 | 94       | 1st   | 2連そり立つ壁      | 2つ目の壁が雨で滑って登れずタイムアップ |      | 30   |
| 2023年 | 第41回大会 | 89       | 1st   | ツインダイヤ       |                                         |      | 32   |
| 2024年 | 第42回大会 | 87       | 1st   | ドラゴングライダー |                                         |      | 33   |

### 通算成績
| 出場数 | 2nd進出 | 3rd進出 | FINAL進出 | 最優秀成績 |
| ------ | ------- | ------- | --------- | ---------- |
| 9回    | 2回     | 0回     | 0回       | 0回        |

- 2024年 第42回大会終了時

## 出演

### テレビ
- TBS SASUKE
- メンズ温泉（BSジャパン） - レギュラー出演
- 水曜日のダウンタウン
- 谷原章介の25時ごはん【武尊】二階級制覇!イケメン格闘家の意外な“美"のこだわり
- サンバリュ「歩王〜ウオーキング〜」
- 有吉反省会（2016年7月23日、日本テレビ）
- ウタズキ（2018年9月29日、フジテレビ）
- 踊る!さんま御殿!!（2018年11月6日、日本テレビ）
- この人に逢わせて喜ばせたい!逢喜利（2018年12月13日、中京テレビ）
- 戦え!スポーツ内閣（2018年12月30日、毎日放送）
- 芸能人格付けチェック2019正月スペシャル予選会（2019年1月1日、朝日放送テレビ）
- 有吉ゼミ（2019年2月18日、日本テレビ）
- バラいろダンディ（2019年3月13日、TOKYO MX）
- ダウンタウンDX（2019年3月28日、読売テレビ）
- ごはんジャパン（2022年1月15日、テレビ朝日）
- 突然ですが占ってもいいですか？（2022年10月3日、フジテレビ）[63]
- すてきにハンドメイド（2024年1月4日、NHK Eテレ）[64]

### テレビCM
- 松井酒造合名会社、マツイウイスキー倉吉 (2023年6月～)

### ウェブテレビ
- アベマショーゴ（2016年12月5日 - 2017年3月24日、AbemaTV） - 火曜MC[65]
- 亀田興毅に勝ったら1000万円（2017年5月7日、AbemaTV） - スペシャルゲスト[66]
- ボブ・サップ緊急来日!第1回Abema杯5種競技HAOOO5!（2017年10月14日、10月22日、AbemaTV）[67]
- アベマショーゴ（火曜日レギュラー、AbemaTV）
- タカトシのバラエティだろ～が!!（2017年6月26日、AbemaTV）
- 買えるバトルクラブ（AbemaTV）
- #twitterトレンド大賞（2018年12月26日、AbemaTV）
- 7.2 新しい別の窓（2019年1月1日、AbemaTV）
- AbemaPrime（2019年2月19日、AbemaTV）
- 格闘代理戦争 4thシーズン（2019年4月6日、AbemaTV）

### 映画
- HiGH&LOW THE MOVIE2 / END OF SKY（2017年8月19日公開、松竹） - ミオウ 役
- リングサイド・ストーリー（2017年10月14日公開、彩プロ） - カズキ 役
- 星取物語（2022年12月2日公開、THE WHY HOW DO COMPANY株式会社） - 田中正彦 役
- キリエのうた（2023年10月13日公開、東映） - キックボクサー 役[68]

### その他
- マイナビpresents第28回東京ガールズコレクション2019 SPRING/SUMMER（2019年3月30日）

## 関連作品

### 写真集
- 武尊 ファースト写真集 『武尊』（2018年12月10日、ワニブックス）ISBN 978-4-8470-8168-2

### 著書
- 光と影 誰も知らないほんとうの武尊（ベースボール・マガジン社出版、2022年3月9日※ミムラユウスケ氏との共著）

- ユメノチカラ（徳間書店出版、2024年1月29日）[69]